# Bad fog of loneliness
Bad fog of loneliness is een lied van Neil Young. Hij schreef het speciaal voor een optreden in de Johnny Cash Show. Dit werd echter afgezegd en na zijn tournee trad hij daar alsnog in op. Zijn keus viel toen echter op nieuwere liedjes, waaronder The needle and the damage done dat een vergelijkbaar gitaarloopje kent.
Het nummer voerde hij wel op tijdens zijn tournee in 1971, waarvan er in Massey Hall opnames werden gemaakt. Omdat het nummer uiteindelijk niet op Harvest verscheen, duurde het nog decennia voordat het op een album uitkwam. 
Het is een folkrock/country-nummer dat hij speelt met een akoestische gitaar. Op de achtergrond is een steelguitar, drums en achtergrondzang te horen. Het is een somber liefdeslied dat past in de sfeer van zijn werk uit het begin van de jaren zeventig.

## Uitvoeringen en covers
Zijn eerste opname uit 1971 verscheen op Live at Massey Hall 1971 (2007). Op dit album noemt hij ook dat hij het nummer eerst voor de Johnny Cash Show had bedoeld. Enkele jaren later kwam het ook te staan op The archives vol. 1 1963-1972 (2009) en Live at the Cellar Door (2013). 
Young bracht het verder vooral samen met andere artiesten uit op livealbums. In 1989 verscheen het bijvoorbeeld op Inn at the beginning waarop hij samenwerkte met The Lost Dogs; die laatste band was een gelegenheidsformatie die bestond Ben Keith en Frank Sampedro (beide uit Crazy Horse), Chad Cromwell (werkte ook met Mark Knopfler  en Joe Walsh) en Rick Rosas (Buffalo Springfield).
In Europa verscheen in 2000 via Warner het album Red rocks live: friends + relatives. Ook verscheen het nummer in 2015 in Japan op een album met een vergelijkbare titel, genaamd Red rocks 2015 2nd night. Hierop speelde hij live met Promise Of The Real waarin onder meer twee zoons van Willie Nelson spelen. Samen met zijn vrouw Pegi Young kwam het nummer verder nog uit op Le grand rex (second evening) uit 2008.
Het nummer werd in 2003 gecoverd op het album The no-name record van de Zweedse rockband Elope. Daarnaast bracht Matt Mondanile (Ducktails en Real Estate) in 2015 een versie uit op New images.